# عقیق خزه‌ای

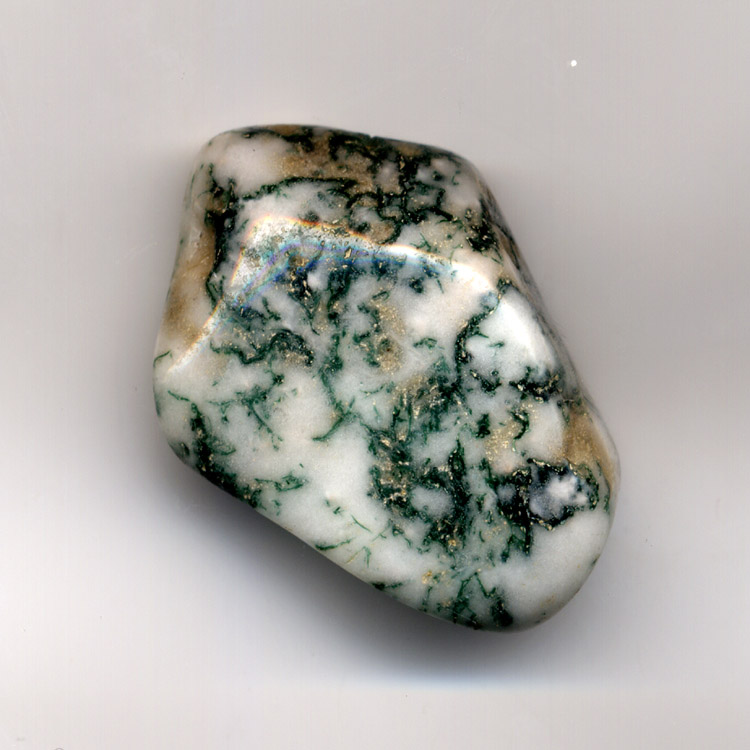
سنگ عقیق خزه‌ای، طول ۱ اینچ

عقیق خزه‌ای در حقیقت به نوع بی‌رنگ و نیمه‌شفاف سنگ یمانی گفته می‌شود و از نظر علمی یک عقیق محسوب نمی‌شود. عقیق خزه‌ای دارای محتویاتی به شکل برگ و شاخه‌های خزه‌مانند از نوع کانی هورنبلاند ریشه‌ای است و توده‌هایی که دارای ناخالصی‌های فراوان هستند به یشم خزه‌ای موسومند ولی در حقیقت یشم نیستند. عقیق خزه‌ای با اکسیده شدن فلز آهن موجود در ترکیب شیمیایی کانی هورنبلاند که سبز رنگ است به رنگ‌های قهوه‌ای و قرمز تبدیل می‌شود.